# City Lights Booksellers & Publishers
Pour les articles homonymes, voir City Lights.
 (août 2017).
Si vous disposez d'ouvrages ou d'articles de référence ou si vous connaissez des sites web de qualité traitant du thème abordé ici, merci de compléter l'article en donnant les références utiles à sa vérifiabilité et en les liant à la section « Notes et références ».

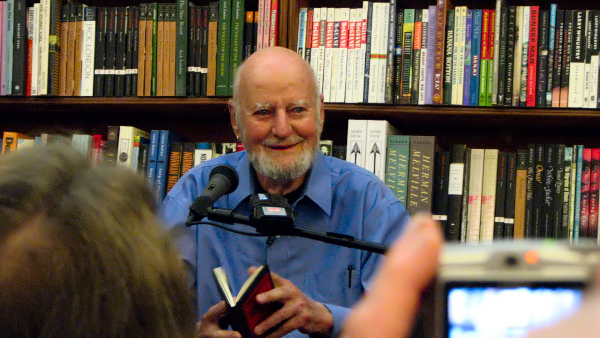
Lawrence Ferlinghetti lisant de la poésie

City Lights Booksellers & Publishers est le groupement d'une maison d'édition et d'une librairie de San Francisco en Californie, spécialisé dans la littérature internationale, les arts et la diffusion d'idées politiques progressistes. City Lights est une librairie généraliste, spécialisée dans la fiction, la poésie, les études culturelles, l'histoire mondiale et la politique. La librairie offre aux lecteurs sur trois étages, les nouvelles parutions et les livres de poche de tous les grands éditeurs, ainsi qu'une large sélection de titres de maisons d'édition plus confidentielles et d'éditeurs indépendants. City Lights est un membre de l'Association des libraires américains. 
City Lights abrite en son sein la fondation sans but lucratif City Lights Foundation qui publie une sélection de titres liés à la culture de San Francisco. City Lights a été fondé en 1953 par le poète Lawrence Ferlinghetti et Peter D. Martin qui quitte l'affaire deux ans plus tard. La notoriété de la maison d'édition et de la librairie a été définitivement établie à la suite du procès intenté à Ferlinghetti (défendu par l'avocat Albert Bendich) par la ville de San Francisco pour obscénités, après qu'il a publié en 1956 le recueil intitulé Howl and Other Poems d'Allen Ginsberg.
En 1971, Nancy Peters rejoint City Light pour travailler en tant qu'éditrice. En plus de son travail éditorial elle coordonne diverses organisations littéraires et communautaires afin d'organiser des lectures, des performances et des actions éducatives et sociales. En 1984, Peters a permis d'éviter à la maison d'édition une profonde crise financière en en devenant copropriétaire et c'est en 1999 qu'avec Lawrence Ferlinghetti ils ont acheté le bâtiment situé au 261, Columbus Avenue qui abrite la librairie à la limite entre North Beach et Chinatown.
En 2007, après 23 ans en tant que directrice exécutive de City Lights, elle démissionne de son poste mais reste au conseil d'administration et à la présidence de la fondation.

## Histoire

### Création et premières années
Le nom City Lights est à l'initiative de Peter D. Martin, qui dans les années 1940 avait déménagé de New York à San Francisco pour enseigner la sociologie. Le nom de City Lights a été utilisé pour la première fois en 1952 pour éditer un magazine publiant les premiers travaux d'auteurs majeurs de la Bay Area, tels que Philip Lamantia, Pauline Kael, Jack Spicer, Robert Duncan et Ferlinghetti lui-même sous le pseudonyme de Lawrence Ferling. Il est à noter que le choix de City Lights est un hommage au film de Chaplin réalisé en 1931 et diffusé en version française sous le titre de Les Lumières de la ville. Un an plus tard Peter D. Martin utilisera ce nom pour créer la première librairie de livre de poche aux États-Unis ce qui à l'époque était une nouveauté et une idée audacieuse.

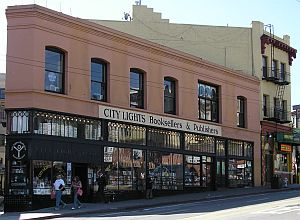
City Lights Books

Au départ il s'agissait juste d'une petite devanture située dans le bâtiment triangulaire Artigues (du nom de ses propriétaires) situé au 261, Columbus Avenue entre Pacific Avenue et Broadway à North Beach, en face du Vesuvio Cafe. Construit sur les ruines d'un ancien bâtiment détruit par le feu après le séisme de 1906 le bâtiment a été conçu par l'architecte Oliver Everett en 1907. Le bâtiment était initialement partagé avec un certain nombre d'autres magasins. La librairie City Lights a progressivement gagné de la surface en occupant d'autres magasins de l'immeuble dès que l'espace devenait vacant pour finalement occuper tout l'ensemble du bâtiment.
En 1953, Ferlinghetti qui se promenait dans le quartier rencontra Peter D. Martin devant la librairie alors qu'il accrochait l'enseigne qui annonçait une librairie de livre de poche. Il s'est présenté comme étant un contributeur à la revue de Martin et lui dit avoir toujours voulu posséder une librairie. Martin et lui ont alors convenu d'un partenariat chacun investissant 500 $. Peu de temps après l'ouverture de la librairie ils ont embauché Shig Murao comme commis. Murao a travaillé sans rémunération pendant les premières semaines puis a fini par devenir gérant du magasin.
En 1955, Martin a vendu sa part de l'entreprise à Ferlinghetti pour 1 000 $, puis a déménagé à New York pour ouvrir une librairie, le New Yorker Bookstore, spécialisée dans le cinéma, c'était la première fois que cette reconnaissance[Laquelle ?] était accordée à une institution culturelle plutôt qu'à un immeuble.

### Années 1970 et 80

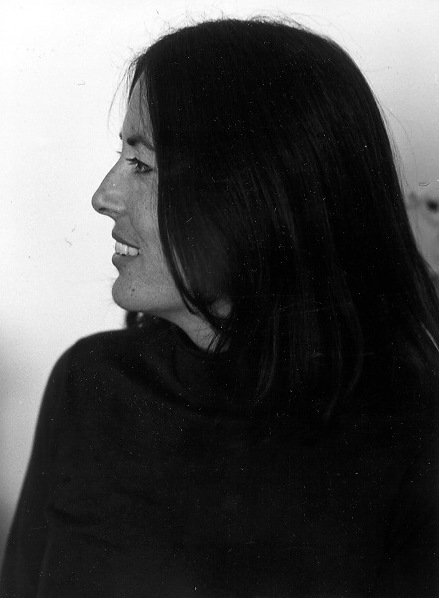
Nancy Peters en 1974

En 1971 Lawrence Ferlinghetti persuade Nancy Peters qui travaillait à la Bibliothèque du Congrès de le rejoindre, c'est ainsi qu'elle a commencé à travailler à temps plein à City Lights.
Elle raconte : « Quand je suis entré à City Lights en 1971, et que j'ai commencé à travailler avec Lawrence, il était évident que la librairie était un lieu de «contre-culture» fréquenté par des personnes ayant des idées révolutionnaires et qui voulaient changer la société ».
Quand elle s'est installée dans les bureaux de la petite maison d'édition sur Filbert et Grant, les gens que Lawrence avait connus tout du long de la décennie des années 1960 étaient là en permanence, comme Paul Krassner (magazine The Realist publié de 1958 à 1974), et Tim Leary qui collaboraient à des journaux alternatifs aux médias traditionnels. Ce fut une période de persécution car le FBI menait des opérations d'infiltration au sein de ces media underground. En 1984, l'entreprise a connu une sérieuse crise financière et Nancy Peters est alors devenue coactionnaire de la société. L. Ferlinghetti ne manque jamais de souligner tout ce que lui doit City Lights Booksellers & Publishers pour sa survie et son succès qui n'a cessé d'être croissant. En 1999, N. Peters et Ferlinghetti se sont associés pour acheter le bâtiment de City Lights Booksellers & Publishers.

### Années 2000
C'est en 2001 que le Conseil de surveillance de San Francisco a classé City Lights Booksellers & Publishers « patrimoine historique » en raison, selon le propos du conseil : « du rôle majeur joué dans le développement littéraire et culturel de San Francisco et de la nation ». Le conseil a également reconnu la librairie comme « Lieu réputé qui attire des milliers d'amateurs de livres de partout dans le monde en raison de sa forte influence dans le domaine artistique et de la culture alternative » et pour « sa contribution significative au développement de la littérature après la Seconde Guerre mondiale », c'était la première fois qu'une telle reconnaissance était accordée à une institution culturelle plutôt qu'à un monument. Cependant le style du bâtiment, avec ses hautes fenêtres et sa mezzanine en fait un symbole architectural de la ville en raison de ses caractéristiques distinctives typiques des petits bâtiments commerciaux construits après le séisme et l'incendie de 1906. Cette inscription au patrimoine de la librairie exige la préservation de certaines caractéristiques externes de l'immeuble et de ses environs immédiats. N. Peters déclare cependant en faisant référence aux entreprises de l'informatique et de l'internet qui envahissent le quartier : « le vieux San Francisco est tellement attaqué qu'il est sur le point de disparaître ». En 2003, le magasin avait 15 employés et Nancy Peters estimait les bénéfices de l'année à « peut-être qu'à un millier de dollars... » Après 23 ans en tant que directrice exécutive, elle a démissionné de son poste en 2007 et a été remplacée par Elaine Katzenbergerqui avait rejoint la librairie en tant qu'intérimaire il y a plusieurs décennies. Peters dit de son travail à City Lights : « Quand j'ai commencé à travailler ici, nous étions au milieu de la guerre du Vietnam, maintenant nous sommes en guerre avec l'Irak […] Cet endroit a été un phare, un lieu d'apprentissage et d'illumination. ».

## Publications
En 1955, Lawrence Ferlinghetti publie dans City Lights Publishers le premier numéro de la série Les Poètes de poche avec ses propres poèmes Pictures of the Gone World. Cette édition est rapidement suivie par Thirty Spanish Poems of Love and Exile traduits par Kenneth Rexroth et Poems of Humor & Protest par Kenneth Patchen, mais c'est la publication du quatrième volume, Howl and Other Poems (1956) par Allen Ginsberg qui a attiré l'attention de la nation entière sur l'auteur et l'éditeur.
Le premier numéro du City Lights Journal a publié des poèmes des écrivains indiens du mouvement Hungry generation lorsque le groupe fait face à une enquête policière à Calcutta, donnant ainsi une notoriété mondiale au groupe.
En dehors des textes de Ginsberg, un certain nombre des premiers volumes de la collection Pocket Poets édités par Ferlinghetti ont atteint le statut de classiques comme : True Minds de Marie Ponsot (1957), Here and Now de Denise Levertov (1958), Gasoline (1958) de Gregory Corso, Selected Poems de Robert Duncan (1959), Lunch Poems (1964) de Frank O'Hara, Selected Poems (1967) de Philip Lamantia, Poems to Fernando (1968) de Janine Pommy Vega, Golden Sardine (1969) de Bob Kaufman, et Revolutionary Letters (1971) de Diane di Prima.
Au fil des ans, City Lights a publié un large éventail d'ouvrages de poésie et en prose, des livres de fiction et des documentaires, ainsi que des traductions. En plus des livres de la Beat Generation, Ferlinghetti publie des œuvres littéraires d'auteurs comme Charles Bukowski, Georges Bataille, Rikki Ducornet, Paul Bowles, Sam Shepard, Andrei Voznesensky, Nathaniel Mackey, Alejandro Murguía, Pier Paolo Pasolini, Ernesto Cardenal, Daisy Zamora, Guillermo Gómez-Peña, Juan Goytisolo, Anne Waldman, André Breton, Kamau Daáood, Masha Tupitsyn, et Rebecca Brown. En 1965, City Lights a publié une anthologie de textes d'Antonin Artaud, édité par Jack Hirschman.
Associé dès le départ au radicalisme politique et aux questions de justice sociale de gauche, City Lights a augmenté sa liste d'ouvrages politiques en publiant des livres de Noam Chomsky, Michael Parenti, Howard Zinn, Cindy Sheehan, et Ward Churchill (en).

### Howl
Ferlinghetti avait entendu Ginsberg lire le poème Howl à la Six Gallery en 1955, le lendemain il proposa de le publier avec d'autres poèmes courts. William Carlos Williams - une connaissance de longue date du New Jersey (d'où Ginsberg et lui-étaient originaires) été recruté pour rédiger l'introduction de l'ouvrage. Lui même verra un de ses premiers poèmes moderne Kora in Hell (1920) publié en 1957 dans la collection Poètes de poche (Pocket Poets), peut-être était-ce pour apporter une justification littéraire aux représentations de l'usage de drogues et de l'homosexualité qui figurent dans Howl ? Avant la publication du poème, Ferlinghetti avait demandé et obtenu, l'assurance de l'American Civil Liberties Union que l'organisation le défendrait s'il était poursuivi pour obscénité. Publié en novembre 1956, Howl ne tarda pas à générer la controverse. En mars 1957, un collecteur local des douanes Chester MacPhee saisit la cargaison d'une seconde impression du livre qui était en partance pour l'Angleterre pour cause d'obscénité. Il a finalement dû renoncer à bloquer les livres lorsque les autorités fédérales ont refusé de confirmer la charge juridique retenue pour justifier la saisie de la cargaison.
Mais les ennuis ne faisaient que commencer, en juin de cette même année la police locale perquisitionnait les locaux de City Lights Bookstore et elle arrêtait le directeur de la librairie Shig Murao avec comme chef d'accusation la vente d'un livre obscène. Ferlinghetti, alors à Big Sur fit demi-tour pour San Francisco. Tous deux risquaient une amende de 500 $ et une peine de 6 mois d'emprisonnement (Ginsberg était à l'époque à Tanger et non accusé). L'ACLU paya une caution et désigna comme avocat de la défense Albert Bendich et elle obtint pro bono les services du célèbre avocat pénaliste J. W. Ehrlich.
Le procès, présidé par le juge Clayton W. Horn, a duré du 16 août au 3 septembre 1957. Les charges retenues contre Shig Murao ont été rejetées car il n'a pas pu être prouvé qu'il savait ce qui figurait dans le livre. Au cours du procès de Ferlinghetti, des écrivains et des professeurs respectés vinrent témoigner en faveur de la défense. Le juge Horn rendit finalement son verdict en déclarant que Howl n'avait rien d'obscène. La décision du juge Clayton W. Horn établi un précédent qui a ouvert la voie à la publication d'autres livres jusqu'ici interdits tels que L'Amant de lady Chatterley de D. H. Lawrence et de Tropique du Cancer d'Henry Miller.
L'intérêt des médias résultant de toute cette agitation juridique stimula l'intérêt des lecteurs du pays pour ce poème et dès 1958 il y avait 20 000 exemplaires imprimés. Aujourd'hui, il y en a plus d'un million. Howl à dans un sens mis en lumière City Lights, lui conférant un prestige unique pour une si petite maison d'édition indépendante. Ginsberg a continué à publier ses livres majeurs de poésie chez City Lights pendant vingt-cinq ans. Même après la publication par Harper & Row de ses Collected Poems en 1980, il continuera son association chaleureuse avec City Lights, qui lui servit comme base locale d'opérations pour le reste de sa vie.